# Отля
Отля или понякога книжовно Хотля (на македонска литературна норма: Отља; на албански: Hotla) е село в Северна Македония, в община Липково.

## География
Отля е разположено в западните поли на Скопска Църна гора в областта Жеглигово на десния бряг на Липковската река срещу общинския център Липково. Селото е от сбит тип.

## История
Според местни предания първоначално селото се е намирало над днешното си местоположение, в местността Селище. След чумна епидемия оцелелите жители основали селото на ново място, под старото. Към тях се присъединяват православни, а по-късно и мюсюлмански преселници. Според Йован Трифуноски през втората половина на XVIII век предците на местните родове Гаджот и Студенци приемат исляма. В края на XVIII век в селото се заселва албанският род Острец от племето Бериша, който се смята за най-старият преселен в Отля мюсюлмански род. Последван е от рода Ибралар от племето Гаш, Абазолар, Ахметалар, Плюскалар, Дайколар, Крачул и Курталар от племето Краснич, Муратови от Бериша. Последни, около средата на ХIХ век, от Северна Албания в Отля се заселва родът Аличко от племето Краснич.
В 1861 година Йохан фон Хан на етническата си карта на долината на Българска Морава отбелязва Хотля като българско село. В края на XIX век Отля е предимно албанско село в Кумановска каза на Османската империя. Според статистиката на Васил Кънчов („Македония. Етнография и статистика“) от 1900 година Отля е село, населявано от 40 жители българи християни, 250 арнаути мохамедани и 200 цигани.
Според патриаршеския митрополит Фирмилиан в 1902 година в селото има 18 сръбски патриаршистки къщи. По данни на секретаря на Българската екзархия Димитър Мишев („La Macédoine et sa Population Chrétienne“) в 1905 година в Отле има 200 християни - българи патриаршисти сърбомани.
По време на българското управление на Вардарска Македония през Първата световна война Отле е част от Матеишка община в Кумановска околия и има 910 жители.
През 40-те години на ХХ век в селото живеят 19 рода, разпределени в 160 къщи.
Според преброяването от 2002 година селото има 3148 жители.
| Националност     | Всичко |
| северномакедонци | 3      |
| албанци          | 3137   |
| турци            | 0      |
| роми             | 0      |
| власи            | 0      |
| сърби            | 0      |
| бошняци          | 0      |
| други            | 8      |

## Личности
Родени в Отля
- Мула Дула (Абдула Ебиби, 1904 – 1944), албански революционер
- Сульо Отля (Сюлейман Асип, 1875 – 1947), албански революционер
- Тодор Кръстев Алгунски (Тодор Крстић-Алгуњски), сърбомански четнически войвода
- Хисни Шакири (р. 1949), албански революционер, командир на АНО, по-късно политик